# Tour des Flandres 1939
Le Tour des Flandres 1939 est la 23e édition du Tour des Flandres. La course a lieu le 2 avril 1939, avec un départ à Gand  et une arrivée à Wetteren sur un parcours de 230 kilomètres.
Le vainqueur final est le coureur belge Karel Kaers, qui s’impose en solitaire à Wetteren. Les Belges Romain Maes et Edward Vissers complètent le podium.

## Monts escaladés
- Quaremont (Nouveau Quaremont)
- Kruisberg
- Edelareberg

## Récit de la course
Karel Kaers, le plus jeune champion du monde sur route de l'histoire, remporte la course sans le vouloir. Pour lui, la course devait être un entraînement pour Paris-Roubaix. Il conduit sa voiture à Kwaremont près de Kluisbergen, gare sa voiture, puis roule 40 km pour rejoindre le départ à Gand. Son plan était de prendre le départ de la course avec son partenaire d'entraînement habituel, d'arrêter la course une fois arrivé à sa voiture, puis de rentrer à la maison. Sachant qu'il n'allait pas courir toute la course, Kaers s'échappe du peloton — pour s'entraîner seul — et atteint Kwaremont avec l'avance d'une minute. Mais sa voiture n'étant plus là, il poursuit la course et remporte l'épreuve. Son manager avait garé sa voiture plus loin pour forcer Kaers à poursuivre.

## Classement final
|    | Coureur                 | Pays     | Équipe             | Temps           |
| -- | ----------------------- | -------- | ------------------ | --------------- |
| 1  | Karel Kaers             | Belgique | Alcyon-Dunlop      | 6 h 32 min 00 s |
| 2  | Romain Maes             | Belgique |                    | + 10 s          |
| 3  | Edward Vissers          | Belgique | Alcyon-Dunlop      | + 1 min 15 s    |
| 4  | Roger van den Driessche | Belgique | Essor              | + 2 min 30 s    |
| 5  | Auguste Toubeau         | Belgique | Essor              | + 2 min 30 s    |
| 6  | Frans Spiessens         | Belgique | Helyett-Hutchinson | + 2 min 40 s    |
| 7  | Sylvain Grysolle        | Belgique | Dilecta-Wolber     | + 2 min 40 s    |
| 8  | Joseph Moerenhout       | Belgique | Colin              | + 2 min 40 s    |
| 9  | Frans Bonduel           | Belgique | Dilecta-Wolber     | + 2 min 40 s    |
| 10 | Albert Hendrickx        | Belgique | Labor-Dunlop       | + 2 min 40 s    |